# 毕尔巴鄂国家税务局大楼

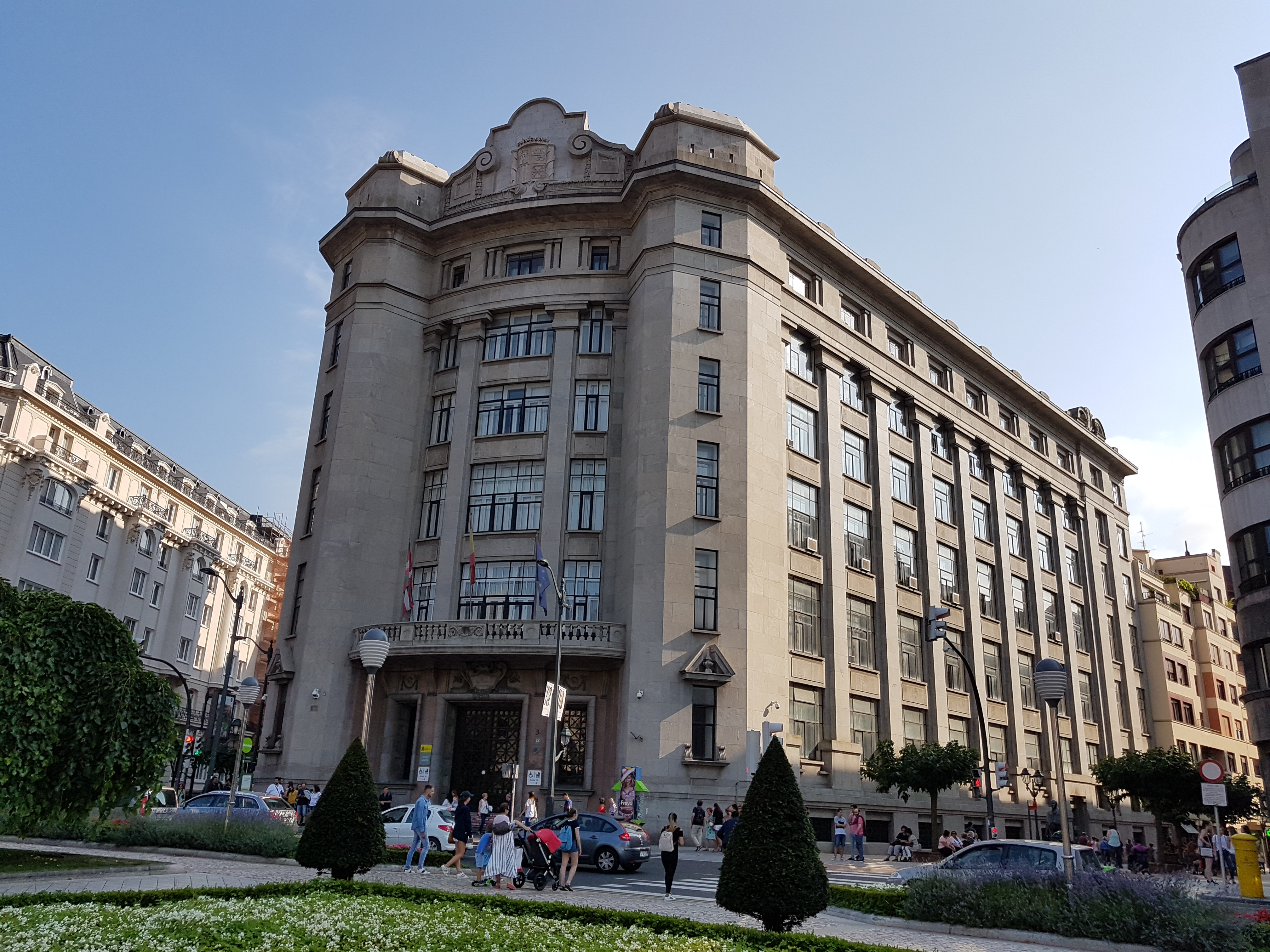

毕尔巴鄂国家税务局大楼（西班牙語：edificio de la Agencia Estatal de Administración Tributaria）是西班牙比斯开省毕尔巴鄂市的一座建筑。

## 位置
毕尔巴鄂国家税务局大楼位于Indauchu区的莫尤阿廣場（Plaza Federico Moyúa）3号，介于卡尔顿酒店（Hotel Carlton）和奥罗拉大厦（Edificio La Aurora）之间，是国家税务总局的总部。

## 历史
该建筑由建筑师安东尼奥·佐巴兰于1943年设计和建造。
这座建筑是西班牙当局在巴斯克地区保留的佛朗哥主义的象征之一，刻有佛朗哥的纹章，因而导致了是否拆除的激烈辩论。 2017年，移除了佛朗哥元素（鹰和塞内法斯），而保留了盾牌、大力神柱和王冠。

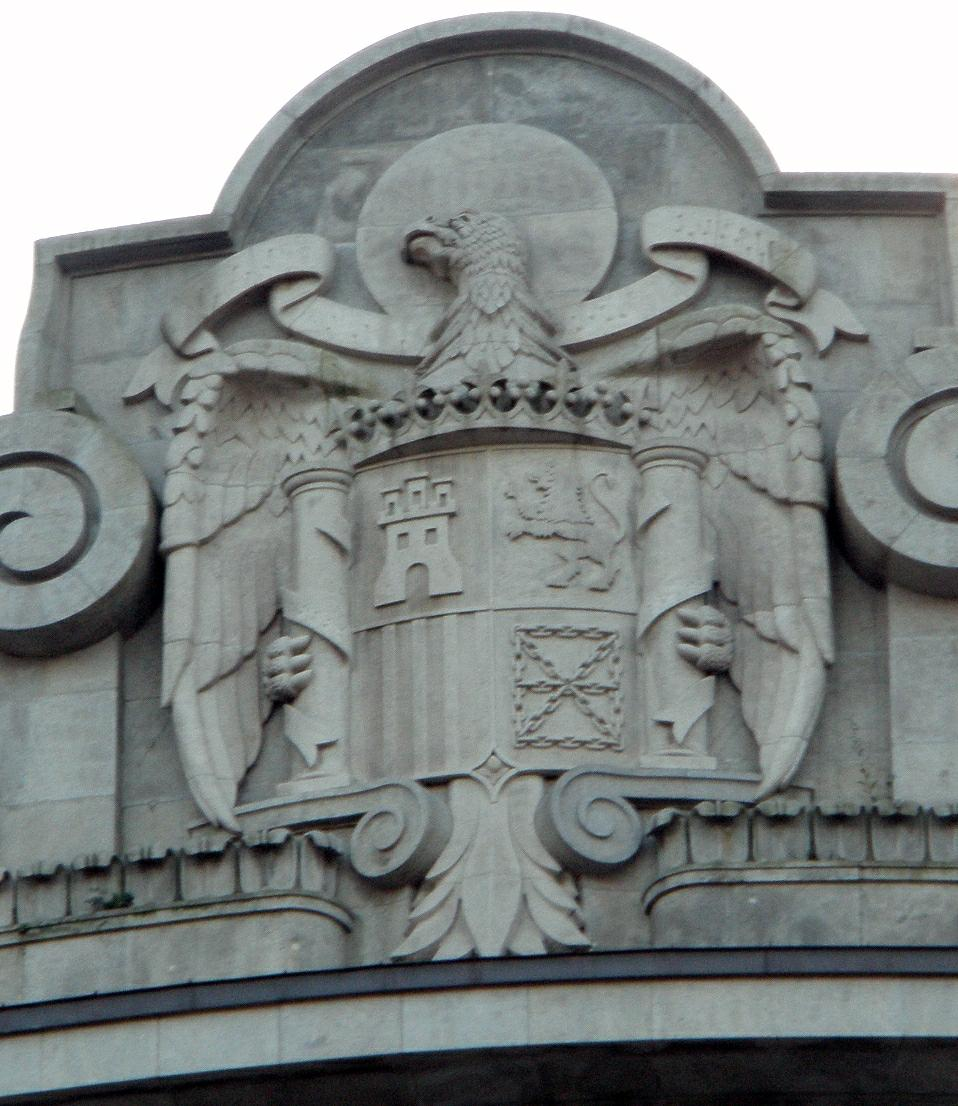